# Evropský pohár v ledolezení 2018/2019
2. Evropský pohár v ledolezení 2018/2019 (anglicky Ice Climbing European Cup 2018/2019 nebo také 2018-2019 UIAA Ice Climbing European Tour) probíhal na přelomu listopadu a prosince 2018 a vyvrcholil posledním závodem v březnu 2019. Celkem ve čtyřech městech a zemích se závodilo pouze v jedné disciplíně (obtížnost) pod patronací Mezinárodní horolezecké federace (UIAA).

## Přehledy závodů
Počítání bodů bylo stejné jako na závodech světového poháru, do výsledků se počítaly výsledky ze všech čtyř závodů. Mezi závodníky v Domžalech a Oulu byl také Kanaďan David Bouffard, posledního závodu se účastnili také američtí horolezci a horolezkyně. V lednu a únoru 2019 proběhly závody světového poháru, na jejíž přípravě dali přednost hlavně ruští závodníci, kteří se v Evropském poháru objevili spíše v posledním březnovém kole.

### Česká stopa
Z českých závodníků se tohoto seriálu zúčastnili Ondřej Straka, Milan Dvořáček a Martin Kratochvíl. Z žen Aneta Loužecká, která získala v Žilině bronzovou medaili a celkově byla sedmá (ta se ve stejné sezóně objevila také na dvou závodech světového poháru, v obou disciplínách), dále Veronika Šopfová, jedenáctá v Žilině a celkově na dvacátém čtvrtém děleném místě.

### Kalendář
| Kalendář závodů EP 2018/2019 v ledolezení | Kalendář závodů EP 2018/2019 v ledolezení | Kalendář závodů EP 2018/2019 v ledolezení | Kalendář závodů EP 2018/2019 v ledolezení | Kalendář závodů EP 2018/2019 v ledolezení | Kalendář závodů EP 2018/2019 v ledolezení | Kalendář závodů EP 2018/2019 v ledolezení | Kalendář závodů EP 2018/2019 v ledolezení |
| Datum                                     | Místo                                     | Země                                      | Web                                       | Počet závodníků                           | Počet závodníků                           | Počet zemí                                | Počet zemí                                |
| Datum                                     | Místo                                     | Země                                      | Web                                       | muži                                      | ženy                                      | muži                                      | ženy                                      |
| ----------------------------------------- | ----------------------------------------- | ----------------------------------------- | ----------------------------------------- | ----------------------------------------- | ----------------------------------------- | ----------------------------------------- | ----------------------------------------- |
| 24. listopadu                             | Bern                                      | Švýcarsko                                 |                                           | 33                                        |                                           |                                           |                                           |
| 1. prosince                               | Domžale                                   | Slovinsko                                 | Icec.pzs.si                               | 22                                        | 9                                         | 10                                        | 5                                         |
| 8. prosince                               | Žilina                                    | Slovensko                                 |                                           |                                           |                                           |                                           |                                           |
| 3. března                                 | Oulu                                      | Finsko                                    |                                           | 48                                        | 27                                        | 17                                        | 10                                        |
| Celkem                                    | 4                                         | 4                                         | theuiaa.org/ice-climbing                  | 73                                        | 32                                        |                                           |                                           |

### Výsledky mužů - obtížnost
| Výsledky EP v ledolezení na obtížnost 2018/2019 - muži | Výsledky EP v ledolezení na obtížnost 2018/2019 - muži | Výsledky EP v ledolezení na obtížnost 2018/2019 - muži | Výsledky EP v ledolezení na obtížnost 2018/2019 - muži | Výsledky EP v ledolezení na obtížnost 2018/2019 - muži | Výsledky EP v ledolezení na obtížnost 2018/2019 - muži | Výsledky EP v ledolezení na obtížnost 2018/2019 - muži | Výsledky EP v ledolezení na obtížnost 2018/2019 - muži |
| Pořadí                                                 | Jméno                                                  | Země                                                   | Body                                                   | Bern                                                   | Domžale                                                | Žilina                                                 | Oulu                                                   |
| ------------------------------------------------------ | ------------------------------------------------------ | ------------------------------------------------------ | ------------------------------------------------------ | ------------------------------------------------------ | ------------------------------------------------------ | ------------------------------------------------------ | ------------------------------------------------------ |
| 1.                                                     | Louna Ladevant                                         | Francie                                                | 200                                                    | 1. 100                                                 | —                                                      | —                                                      | 1. 100                                                 |
| 2.                                                     | Nikolay Primerov                                       | Švýcarsko                                              | 165                                                    | 3. 65                                                  | 1. 100                                                 | —                                                      | —                                                      |
| 3.                                                     | Jaka Hrast                                             | Slovinsko                                              | 133                                                    | 8. 40                                                  | 19. 14                                                 | 8. 40                                                  | 10. 34                                                 |
|                                                        |                                                        |                                                        |                                                        |                                                        |                                                        |                                                        |                                                        |
| 4.                                                     | Lukas Goetz                                            | Švýcarsko                                              | 131                                                    | 5. 51                                                  | 2. 80                                                  | —                                                      | —                                                      |
| 5.                                                     | Alexander Werren                                       | Švýcarsko                                              | 120                                                    | 4. 55                                                  | 3. 65                                                  | —                                                      | —                                                      |
| 6.                                                     | Kevin Huser                                            | Švýcarsko                                              | 112                                                    | 6. 47                                                  | —                                                      | —                                                      | 3. 65                                                  |
| 7.                                                     | Mario Musulin                                          | Chorvatsko                                             | 109                                                    | 15. 22                                                 | 5. 51                                                  | 13. 26                                                 | 21. 10                                                 |
| 8.                                                     | Jonathan Brown                                         | Švýcarsko                                              | 108                                                    | 2. 80                                                  | —                                                      | —                                                      | 12. 28                                                 |
| 9.                                                     | Peter Kuric                                            | Slovensko                                              | 100                                                    | —                                                      | —                                                      | 1. 100                                                 | —                                                      |
| 10.                                                    | Miha Habjan                                            | Slovinsko                                              | 95                                                     | —                                                      | 15. 22                                                 | 3. 65                                                  | 25. 6                                                  |
|                                                        |                                                        |                                                        |                                                        |                                                        |                                                        |                                                        |                                                        |
| 60.                                                    | Ondřej Straka                                          | Česko                                                  | 9                                                      | —                                                      | —                                                      | 22. 9                                                  |                                                        |
| 59.-69.                                                | Milan Dvořáček                                         | Česko                                                  | 0                                                      | —                                                      | —                                                      | 37. 0                                                  |                                                        |
| 0.                                                     | Martin Kratochvíl                                      | Česko                                                  | 0                                                      | —                                                      | —                                                      | —                                                      | 41. 0                                                  |
| bodovaných závodníků                                   | bodovaných závodníků                                   | bodovaných závodníků                                   | 73                                                     | 30                                                     | 30                                                     | 30                                                     | 30                                                     |
| počet finalistů                                        | počet finalistů                                        | počet finalistů                                        | počet finalistů                                        |                                                        |                                                        |                                                        | 8                                                      |
| počet semifinalistů                                    | počet semifinalistů                                    | počet semifinalistů                                    | počet semifinalistů                                    |                                                        |                                                        |                                                        | -                                                      |
| celkový počet závodníků                                | celkový počet závodníků                                | celkový počet závodníků                                | x                                                      |                                                        |                                                        |                                                        | 48                                                     |

### Výsledky žen - obtížnost
| Výsledky EP v ledolezení na obtížnost 2018/2019 - ženy | Výsledky EP v ledolezení na obtížnost 2018/2019 - ženy | Výsledky EP v ledolezení na obtížnost 2018/2019 - ženy | Výsledky EP v ledolezení na obtížnost 2018/2019 - ženy | Výsledky EP v ledolezení na obtížnost 2018/2019 - ženy | Výsledky EP v ledolezení na obtížnost 2018/2019 - ženy | Výsledky EP v ledolezení na obtížnost 2018/2019 - ženy | Výsledky EP v ledolezení na obtížnost 2018/2019 - ženy |
| Pořadí                                                 | Jméno                                                  | Země                                                   | Body                                                   | Bern                                                   | Domžale                                                | Žilina                                                 | Oulu                                                   |
| ------------------------------------------------------ | ------------------------------------------------------ | ------------------------------------------------------ | ------------------------------------------------------ | ------------------------------------------------------ | ------------------------------------------------------ | ------------------------------------------------------ | ------------------------------------------------------ |
| 1.                                                     | Sina Goetz                                             | Švýcarsko                                              | 300                                                    | 1. 100                                                 | 1. 100                                                 | —                                                      | 1. 100                                                 |
| 2.                                                     | Marion Thomas                                          | Francie                                                | 225                                                    | 2. 80                                                  | 3. 65                                                  | —                                                      | 2. 80                                                  |
| 3.                                                     | Maja Šuštar                                            | Slovinsko                                              | 192                                                    | —                                                      | 4. 55                                                  | 1. 100                                                 | 9. 37                                                  |
|                                                        |                                                        |                                                        |                                                        |                                                        |                                                        |                                                        |                                                        |
| 4.                                                     | Vivien Labarile                                        | Švýcarsko                                              | 163                                                    | 7. 43                                                  | 2. 80                                                  | —                                                      | 8. 40                                                  |
| 5.                                                     | Coralie Jary                                           | Francie                                                | 132                                                    | 6. 47                                                  | 5. 51                                                  | —                                                      | 10. 34                                                 |
| 6.                                                     | Enni Bertling                                          | Finsko                                                 | 130                                                    | 3. 65                                                  | —                                                      | —                                                      | 3. 65                                                  |
| 7.                                                     | Aneta Loužecká                                         | Česko                                                  | 124                                                    | —                                                      | 7. 43                                                  | 3. 65                                                  | 18. 16                                                 |
| 8.                                                     | Katarina Manovski                                      | Srbsko                                                 | 111                                                    | —                                                      | 8. 40                                                  | 5. 51                                                  | 16. 20                                                 |
| 9.                                                     | Mira Alhonsuo                                          | Finsko                                                 | 106                                                    | 5. 51                                                  | —                                                      | —                                                      | 4. 55                                                  |
| 10.                                                    | Nadja Korinšek                                         | Slovinsko                                              | 92                                                     | —                                                      | 9. 37                                                  | 4. 55                                                  | —                                                      |
|                                                        |                                                        |                                                        |                                                        |                                                        |                                                        |                                                        |                                                        |
| 24.-25.                                                | Veronika Šopfová                                       | Česko                                                  | 31                                                     | —                                                      | —                                                      | 11. 31                                                 | —                                                      |
| počet finalistek                                       | počet finalistek                                       | počet finalistek                                       | počet finalistek                                       |                                                        |                                                        |                                                        | 8                                                      |
| počet semifinalistek                                   | počet semifinalistek                                   | počet semifinalistek                                   | počet semifinalistek                                   |                                                        |                                                        |                                                        | -                                                      |
| bodovaných závodnic                                    | bodovaných závodnic                                    | bodovaných závodnic                                    | 32                                                     |                                                        |                                                        |                                                        | 27                                                     |
| celkový počet závodnic                                 | celkový počet závodnic                                 | celkový počet závodnic                                 | x                                                      |                                                        |                                                        |                                                        | 27                                                     |

### Medaile celkově
| pořadí | stát      | Zlatá medaile | Stříbrná medaile | Bronzová medaile | celkem |
| ------ | --------- | ------------- | ---------------- | ---------------- | ------ |
| 1.     | Francie   | 1             | 1                | O                | 2      |
| 1.     | Švýcarsko | 1             | 1                | 0                | 2      |
| 3.     | Slovinsko | 0             | 0                | 2                | 2      |

### Medaile jednotlivě
| pořadí | stát      | Zlatá medaile | Stříbrná medaile | Bronzová medaile | celkem |
| ------ | --------- | ------------- | ---------------- | ---------------- | ------ |
| 1.     | Švýcarsko | 4             | 3                | 3                | 10     |
| 2.     | Francie   | 2             | 2                | 1                | 5      |
| 3.     | Slovensko | 1             | 2                | 0                | 3      |
| 4.     | Slovinsko | 1             | 0                | 1                | 2      |
| 5.     | Rusko     | 0             | 1                | 0                | 1      |
| 6.     | Finsko    | 0             | 0                | 2                | 2      |
| 7.     | Česko     | 0             | 0                | 1                | 1      |
| 7      |           | 8             | 8                | 8                | 24     |